# Ray Spalding
Raymond "Ray" Mark Spalding (nascido em 11 de março de 1997) é um jogador de basquete profissional americano do Charlotte Hornets da National Basketball Association (NBA), em um contrato de mão dupla com o Greensboro Swarm da G-League.
Ele jogou basquete universitário no Louisville Cardinals e foi selecionado pelo Philadelphia 76ers como a 56ª escolha geral no Draft da NBA de 2018.

## Carreira no ensino médio
Spalding cresceu jogando futebol, kickball e basquete. Ele estudou na Trinity High School em Louisville, Kentucky, onde foi treinado por Mike Szabo.
Spalding começou a receber olhares universitários depois de marcar 34 pontos em um torneio da AAU no verão anterior ao seu último ano do ensino médio. Ele se comprometeu com a Universidade de Louisville porque queria se tornar um nome familiar em sua cidade natal.

## Carreira universitária
Chegando a Louisville, o ex-técnico Rick Pitino elogiou Spalding, alegando que ele tem o maior potencial de qualquer jogador que já treinou. Spalding foi reserva em seus primeiros dois anos em Louisville. Ele teve uma média de 5,9 pontos e 5,7 rebotes em seu segundo ano.
Depois da temporada, Spalding percebeu o trabalho que seu colega de equipe Donovan Mitchell fez para se tornar um jogador da NBA e decidiu fazer o mesmo. Ele registrou 16 rebotes, o recorde da sua carreira, e 21 pontos em uma vitória contra Grand Canyon em dezembro de 2017. Spalding registrou 23 pontos, recorde da carreira, e 12 rebotes em uma vitória por 82-78 sobre Notre Dame em 16 de janeiro de 2018.
Ele passou para a escalação inicial em seu terceiro ano e teve médias de 12,3 pontos, 8,6 rebotes, 1,7 bloqueios e 1,5 roubos de bola. Spalding levou a equipe a um recorde de 22-14 e às quartas de final do NIT. Após a temporada, ele entrou no Draft da NBA de 2018 e contratou um agente, renunciando assim a sua última temporada em Louisville.

## Carreira profissional

### Dallas Mavericks (2018–2019)
Em 21 de junho de 2018, Spalding foi selecionado pelo Philadelphia 76ers com a 56ª escolha no Draft de 2018. Ele foi posteriormente negociado com o Dallas Mavericks ao lado da última escolha do draft, Kostas Antetokounmpo, em troca da 54ª escolha, Shake Milton. Ele assinou seu contrato de novato em 20 de julho de 2018.
Ele fez sua estreia na NBA em 17 de outubro de 2018, jogando um minuto, em uma derrota por 121-100 contra o Phoenix Suns. Foi o único jogo que ele jogou com Dallas. O restante de sua gestão foi atribuído ao afiliado dos Mavs na G League, Texas Legends.
Em 31 de janeiro de 2019, Spalding foi dispensado pelos Mavericks.

### Phoenix Suns (2019)
Em 20 de fevereiro de 2019, Spalding assinou um contrato de 10 dias com o Phoenix Suns. Embora ele nunca tenha jogado durante o contrato, ele recebeu um contrato parcialmente garantido de dois anos em 3 de março.
Spalding acabou registrando seu primeiro rebote em 9 de março, jogando em apenas 3 minutos na derrota por 127-120 para o Portland Trail Blazers. Uma semana depois, Spalding teria seu melhor jogo na NBA contra o New Orleans Pelicans, registrando 8 pontos, 4 rebotes, 2 bloqueios e 2 assistências em 14 minutos de ação em uma vitória por 138-136.
Em 5 de abril, Spalding teve seu primeiro jogo como titular na liga, conseguindo um duplo-duplo de 21 pontos e 13 rebotes na vitória por 133–126 sobre os Pelicans.

### Rio Grande Valley Vipers (2019–2020)
Em 31 de julho de 2019, Spalding assinou um contrato com o Atlanta Hawks. Em 8 de outubro de 2019, ele foi dispensado pelos Hawks.
Em 10 de outubro de 2019, Spalding assinou com o Houston Rockets. Ele foi dispensado pelos Rockets em 19 de outubro de 2019. Após isso, ele foi adicionado ao elenco do afiliado dos Rockets na G League, o Rio Grande Valley Vipers.

### Charlotte Hornets (2020–Presente)
Em 15 de janeiro de 2020, o Charlotte Hornets anunciou que tinha assinado um contrato de mão dupla com Spalding. Ele marcou 15 pontos em sua estreia no Greensboro Swarm na G League em uma vitória sobre o Iowa Wolves.

## Estatísticas de carreira

### NBA

#### Temporada regular
| Ano      | Equipe   | PJ | PT | MPJ  | AP   | 3P   | LL   | RT  | AS | BR | TO | PPJ |
| -------- | -------- | -- | -- | ---- | ---- | ---- | ---- | --- | -- | -- | -- | --- |
| 2018–19  | Dallas   | 1  | 0  | 1.0  | –    | –    | –    | .0  | .0 | .0 | .0 | 0.0 |
| 2018–19  | Phoenix  | 13 | 3  | 11.3 | .532 | .000 | .333 | 3.7 | .4 | .7 | .6 | 4.2 |
| Carreira | Carreira | 14 | 3  | 10.6 | .532 | .000 | .333 | 3.4 | .4 | .6 | .6 | 3.9 |

### G-League

#### Temporada regular
| Ano      | Equipe                   | PJ | PT | MPJ  | AP   | 3P   | LL   | RT  | AS  | BR  | TO  | PPJ  |
| -------- | ------------------------ | -- | -- | ---- | ---- | ---- | ---- | --- | --- | --- | --- | ---- |
| 2018–19  | Texas Legends            | 29 | 26 | 30.1 | .514 | .231 | .568 | 9.3 | 1.8 | 1.7 | 2.2 | 15.9 |
| 2019–20  | Rio Grande Valley Vipers | 20 | 18 | 26.5 | .627 | .324 | .574 | 8.5 | 2.0 | 1.2 | 1.7 | 15.5 |
| 2019–20  | Greensboro Swarm         | 16 | 6  | 24.7 | .513 | .250 | .423 | 8.7 | 2.5 | 1.4 | 1.0 | 12.0 |
| Carreira | Carreira                 | 65 | 50 | 27.6 | .545 | .266 | .552 | 8.9 | 2.0 | 1.5 | 1.8 | 14.8 |

### Universidade
| Ano      | Equipe     | PJ  | PT | MPJ  | AP   | 3P   | LL   | RT  | AS  | BR  | TO  | PPJ  |
| -------- | ---------- | --- | -- | ---- | ---- | ---- | ---- | --- | --- | --- | --- | ---- |
| 2015–16  | Louisville | 30  | 6  | 17.5 | .560 | .333 | .500 | 4.3 | .5  | .9  | .7  | 5.6  |
| 2016–17  | Louisville | 34  | 8  | 19.2 | .590 | .000 | .545 | 5.5 | .8  | .6  | .9  | 5.9  |
| 2017–18  | Louisville | 36  | 34 | 27.6 | .543 | .263 | .640 | 8.7 | 1.3 | 1.5 | 1.7 | 12.3 |
| Carreira | Carreira   | 100 | 48 | 21.7 | .557 | .240 | .579 | 6.3 | .9  | 1.0 | 1.1 | 8.1  |

Fonte: